# Haina (Kloster)
Haina település Németországban, Hessen tartományban. Lakosainak száma 3315 fő (2023. december 31.).

## Népesség
A település népességének változása:
| Lakosok száma | 3552 | 3490 | 3455 | 3372 | 3409 | 3315 |
|               | 2016 | 2017 | 2019 | 2021 | 2022 | 2023 |